# Lene Byberg
Lene Byberg (ur. 25 listopada 1982 w Stavanger) – norweska kolarka górska i szosowa, wicemistrzyni świata w kolarstwie górskim.

## Kariera
Największy sukces w karierze Lene Byberg osiągnęła w 2009 roku, kiedy to wywalczyła srebrny medal w cross-country podczas mistrzostw świata w Canberze. W zawodach tych wyprzedziła ją jedynie Rosjanka Irina Kalentjewa, a trzecie miejsce zajęła Amerykanka Willow Koerber. Ponadto w sezonie 2009 Pucharu Świata w kolarstwie górskim zajęła drugie miejsce w klasyfikacji generalnej cross-country kobiet. Lepsza była tylko Austriaczka Elisabeth Osl, a na trzecim stopniu podium stanęła Catherine Pendrel z Kanady. W 2004 roku wzięła udział w igrzyskach olimpijskich w Atenach, gdzie zajęła 48. miejsce w szosowym wyścigu ze startu wspólnego. Na rozgrywanych cztery lata później igrzyskach w Pekinie rywalizację w cross-country ukończyła na trzynastej pozycji.